# Поклоніння волхвів (Монако)
«Поклоніння волхвів» (італ. L'Adorazione dei Magi) — картина італійського художника Лоренцо Монако в стилі  інтернаціональної готики. Створена у 1421—1422 роках. Зберігається у колекції Галереї Уффіці у Флоренції.

## Сюжет
У центрі картини зображено Поклоніння волхвів, а над ним в архітектурному обрамленні Благовіщення і Пророки. Поклоніння волхвів був дуже популярним сюжетом у ті часи. Дари, принесені «новонародженому царю Юдейському» трьома царями, кожен з яких правив одним із трьох відомих континентів, уособлючи три віки людини, підкреслювали значення Ісуса Христа — царя царів. Найстаріший з царів, Каспар, символізує Азію, вона вважалася найбільш благородним континентом, оскільки саме тут було засновано Єрусалим — центр світу. Каспар підносить Христу золото, символ влади. Другий цар середнього віку, Мельхіор, уособлює Європу, він приніс ладан як символ священого сану Христа. Балтазар, наймолодший з царів, представляє Африку, він підніс Христу миро як символ Пристрастей Христових і жертви на Хресті.

## Опис
У 1400-х роках цей сюжет широко використовували як можливість зобразити нарядних придворних, показати групу мандрівників, а також достатньо достовірно змалювати екзотичні персонажі. Так, на цій картині, зображені турки, африканці і монголи, причому всі вони носять характерний одяг, а особливо відрізняються їхні головні убори. Позаду фігур праворуч показаний навіть верблюд. Композиція включає декілька різних деталей: праворуч персонажі дивляться на Вифлеємську зірку, тобто комету, яка привела їх до ясел з Немовлям Ісусом, а всередині ліворуч — сама хода і поклоніння.
Біля годівниці віслюк дивиться на Ісуса Христа, а віл відвернувся у відповідності з уявленнями віруючих, і відповідно, юдеїв. Примітна деталь: третій волхв має схожість з Марією Магдалиною, яка тримає в руках посудину з миром. Яскраві і різноманітні фарби і модні вбрання типові для готичного стилю. Козімо Росселі росписав панель, яку додали зверху.
У цьому творі Монако форма розчинається у несамовитих лінійних ритмах, фігури, ніби спрямовані у спірітуалістичному пориві, витягуються у висоту і, здається, парять у безпросторовому середовищі; не служить виявленню об'ємності і кольоросвітло, яке несе у собі декоративну фунцію організації цілого.